# Бобровець (Вармінсько-Мазурське воєводство)
Бобровець (пол. Bobrowiec, нім. Klein Amtsmühle) — село в Польщі, у гміні Бранево Браневського повіту Вармінсько-Мазурського воєводства.
Населення — 135 осіб (2011).
У 1975-1998 роках село належало до Ельблонзького воєводства.

## Демографія
Демографічна структура станом на 31 березня 2011 року:
|          | Загалом | Допрацездатний вік | Працездатний вік | Постпрацездатний вік |
| -------- | ------- | ------------------ | ---------------- | -------------------- |
| Чоловіки | 66      | 18                 | 44               | 4                    |
| Жінки    | 69      | 24                 | 33               | 12                   |
| Разом    | 135     | 42                 | 77               | 16                   |